# The English College in Prague – Anglické gymnázium
The English College in Prague – Anglické gymnázium, o.p.s. je výběrové šestileté česko-anglické gymnázium poskytující vzdělání v anglickém jazyce. Studenti nastupují po ukončení sedmé třídy základní školy do šestiletého programu nebo po ukončení povinné devítileté školní docházky do čtyřletého studijního programu. Škola je zapsaná v rejstříku škol MŠMT.
Škola má přibližně 370 studentů, asi 70 % jsou občané České republiky.

## Historie
Škola byla otevřena v září 1994 a ideově navazuje na Reálné gymnasium s anglickou řečí vyučovací (Prague English Grammar School - PEGS), založené v roce 1927 a uzavřené v roce 1948. Patrony Anglického gymnázia se stali prezident Václav Havel a princ Charles. V březnu 1995 se škola stala součástí sítě škol nabízejících Mezinárodní maturitu (International Baccalaureate – IB), jako první škola v České republice.

### Ředitelé školy
- 1994 – 1996 Hubert Ward OBE
- 1996 – 2003 Albert Hudspeth
- 2004 – 2009 Peter de Voil
- 2009 – 2013 Mark Waldron
- 2013 - 2016 Simon Marshall
- od 2016 Dr Nigel Brown

## Školní budova
Škola se nachází na stanici metra Vysočanská ve školní budově z konce 19. století. Škola má moderní laboratoře, počítačové učebny, multifunkční sál, venkovní hřiště a anglickou knihovnu.

## Učební program
Škola vyučuje podle dvou mezinárodních program – IGCSE (International General Certificate of Secondary Education) a IB (International Baccalaureate). Studentům na českém programu je diplom IB uznáván jako česká maturita.